# Урума
Урума (јап. うるま市) град је у Јапану у префектури Окинава. Према попису становништва из 2005. у граду је живело 113.535 становника.

## Становништво
Према подацима са пописа, у граду је 2005. године живело 113.535 становника.
| 1995.   | 2000.   | 2005.   |
| ------- | ------- | ------- |
| 105.228 | 109.992 | 113.535 |